# Modello del bidominio
Il modello del bidominio (bidomain model) è un modello matematico per definire l'attività elettrica del cuore. In esso viene considerato un approccio continuo (volume-medio) nel senso che la microstruttura cardiaca è definita in termini di fibre muscolari raggruppate in fogli, creando una struttura tridimensionale complessa con proprietà anisotropiche. Quindi, per definire l'attività elettrica, vengono considerati due domini compenetranti, quali il dominio intracellulare e quello extracellulare, che rappresentano rispettivamente lo spazio all'interno delle cellule e la regione tra di esse.
Il modello del bidominio fu proposto per la prima volta da Schmitt nel 1969 prima di essere formulato matematicamente alla fine degli anni settanta.
Poiché è un modello continuo, invece di descrivere ogni singola cellula, va a rappresentare le proprietà medie e il comportamento di un gruppo di cellule organizzate in una struttura complessa. Pertanto, il modello risulta essere complesso, e può essere visto come una generalizzazione a maggiori dimensioni della teoria dei cavi. Esso è formato dalle cosiddette equazioni del bidominio.
Molte delle interessanti proprietà del modello del bidominio derivano dalla condizione di rapporti di anisotropia disuguali. La conduttività elettrica nei tessuti anisotropi non è unica in tutte le direzioni, ma è diversa in direzioni parallela e perpendicolare rispetto a quella della fibra. Inoltre, nei tessuti con rapporti di anisotropia disuguali, il rapporto di conduttività parallela e perpendicolare alle fibre è diverso negli spazi intracellulari ed extracellulari. Ad esempio, nel tessuto cardiaco, il rapporto di anisotropia nello spazio intracellulare è di circa 10:1, mentre nello spazio extracellulare è di circa 5:2. Matematicamente, rapporti di anisotropia disuguali significano che l'effetto dell'anisotropia non può essere rimosso da un cambiamento nella scala della distanza in una direzione. Al contrario, l'anisotropia ha un'influenza più profonda sul comportamento elettrico.
Tre esempi dell'impatto di rapporti di anisotropia disuguali sono
- la distribuzione del potenziale di transmembrana durante la stimolazione unipolare di un foglio di tessuto cardiaco,[16]
- il campo magnetico prodotto da un fronte d'onda potenziale d'azione che si propaga attraverso il tessuto cardiaco,[17]
- l'effetto della curvatura delle fibre sulla distribuzione del potenziale di transmembrana durante una scossa elettrica.[18]

## Formulazione

### Dominio del bidominio

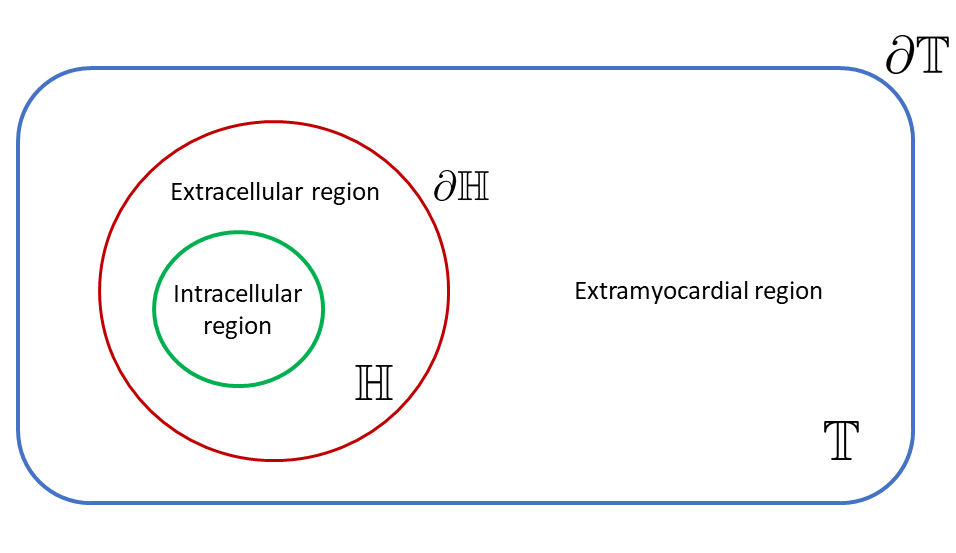
Dominio del modello del bidominio. Le regioni intracellulare ed extracellulare sono considerate come una regione fisica unica che rappresenta il cuore, mentre esterna ad esso viene indicata una regione extramiocardica che rappresenta il torso umano o il bagno fluido

Il dominio del bidominio rappresenta due principali regioni quali le cellule cardiache, chiamate dominio intracellulare, e lo spazio che le circonda, chiamato dominio extracellulare. Inoltre, di solito viene considerata un'altra regione, chiamata regione extramiocardica. I domini intracellulari ed extracellulari che sono separati dalla membrana cellulare sono considerati uno spazio fisico unico che rappresenta il cuore ( {\displaystyle \mathbb {H} } ), mentre il dominio extramiocardico è uno spazio fisico unico adiacente a essi ( {\displaystyle \mathbb {T} } ). Le regioni extramiocardiche possono essere considerate come un bagno di fluido, specialmente quando si vuole simulare condizioni sperimentali, o come un torso umano per simulare condizioni fisiologiche. I bordi dei due principali domini fisici qui definiti sono importanti per risolvere il modello del bidominio. Qui il bordo del cuore è indicato come {\displaystyle \partial \mathbb {H} } mentre il bordo del torso è {\displaystyle \partial \mathbb {T} }.

### Incognite e parametri
Le incognite nel modello del bidominio sono tre: il potenziale intracellulare {\displaystyle v_{i}}, il potenziale extracellulare {\displaystyle v_{e}} e il potenziale di transmembrana {\displaystyle v}, quest'ultimo definito a come la differenza del potenziale attraverso la membrana cellulare {\displaystyle v=v_{i}-v_{e}}.
Inoltre, è necessario prendere in considerazione alcuni parametri importanti, in particolare la matrice tensoriale di conducibilità intracellulare {\displaystyle \mathbf {\Sigma } _{i}} e la matrice tensoriale di conducibilità extracellulare {\displaystyle \mathbf {\Sigma } _{e}}. La corrente transmembrana scorre tra la regione intracellulare ed extracellulare ed è in parte descritta dalla corrispondente corrente ionica sulla membrana per unità di area {\displaystyle I_{ion}}. Oltre a questa quantità, per poter derivare la formulazione standard del modello del bidominio, è necessario prendere in considerazione anche la capacità della membrana per unità di superficie {\displaystyle C_{m}} e il rapporto superficie-volume della membrana cellulare {\displaystyle \chi }.

### Formulazione standard
Il modello del bidominio è definito attraverso due equazioni differenziali alle derivate parziali (PDE) la prima delle quali è un'equazione di diffusione-reazione in termini del potenziale di transmembrana, mentre la seconda calcola il potenziale extracellulare a partire da una data distribuzione del potenziale transmembrana.
Pertanto, il modello bidomain può essere formulato come segue:
{\displaystyle {\begin{alignedat}{2}&\nabla \cdot \left(\mathbf {\Sigma } _{i}\nabla v\right)+\nabla \cdot \left(\mathbf {\Sigma } _{i}\nabla v_{e}\right)=\chi \left(C_{m}{\frac {\partial v}{\partial t}}+I_{\mathrm {ion} }\right)-I_{s_{1}}\\&\nabla \cdot \left(\left(\mathbf {\Sigma } _{i}+\mathbf {\Sigma } _{e}\right)\nabla v_{e}\right)=-\nabla \cdot \left(\mathbf {\Sigma } _{i}\nabla v\right)+I_{s_{2}}\end{alignedat}}}
dove {\displaystyle I_{s_{1}}} e {\displaystyle I_{s_{2}}} possono essere definiti come correnti di stimolo applicate esternamente.

### Equazione della corrente ionica
La corrente ionica è di solito rappresentata da un modello ionico attraverso un sistema di equazioni differenziale ordinarie (ODE). Matematicamente, si può scrivere {\displaystyle I_{ion}=I_{ion}(v,\mathbf {w} )} dove {\displaystyle \mathbf {w} } è la cosiddetta variabile ionica. Quindi, in generale, per tutti {\displaystyle t>0}, il sistema risulta essere
{\displaystyle {\begin{cases}{\frac {\partial \mathbf {w} }{\partial t}}=\mathbf {F} (v,\mathbf {w} )&{\text{in }}\mathbb {H} \\\mathbf {w} (t=0)=\mathbf {w} _{0}&{\text{in }}\mathbb {H} \end{cases}}}
In letteratura possono essere trovati diversi modelli ionici, divisi in:
- modelli fenomenologici, che sono i più semplici e utilizzati per riprodurre il comportamento mascropico della cellula.
- modelli fisiologici, che tengono conto sia del comportamento macroscopico sia della fisiologia cellulare con una descrizione abbastanza dettagliata delle correnti ioniche più importanti.

### Modello di una possibile regione extramiocardica
In alcuni casi, viene considerata una regione extramiocardica. Ciò implica l'aggiunta al modello del bidominio di un'equazione che descrive la propagazione del potenziale all'interno del dominio extramiocardico.
Di solito, questa equazione è una semplice equazione di Laplace generalizzata del tipo
{\displaystyle -\nabla \cdot (\mathbf {\Sigma } _{0}\nabla v_{0})=0\quad \mathbf {x} \in \mathbb {T} }
dove {\displaystyle v_{0}} è il potenziale nella regione extramiocardica e {\displaystyle \mathbf {\Sigma } _{0}} è il tensore di conducibilità corrispondente.
Inoltre, viene assunto che il dominio sia isolato, ossia vengono aggiunte le seguenti condizioni al contorno
{\displaystyle (\mathbf {\Sigma } _{0}\nabla v_{0})\cdot \mathbf {n} _{0}=0\quad \mathbf {x} \in \partial \mathbb {T} ,}
essendo {\displaystyle \mathbf {n} _{0}} la normale unitaria diretta al di fuori del dominio extramiocardico.
Se la regione extramiocardica è il torso umano, questo modello porta alla formulazione del problema in avanti dell'elettrocardiologia.

## Derivazione
Le equazioni del bidominio sono derivate dalle equazioni dell'elettromagnetismo di Maxwell, considerando alcune semplificazioni.
Il primo presupposto è che solo i flussi di corrente tra le regioni intracellulari ed extracellulari si verificano solo attraverso le condizioni al contorno imposte in questi domini, mentre le regioni intracellulari ed extramiocardica possono comunicare tra loro, in modo che la corrente possa fluire da e verso la regione extramiocardica attraverso il confine tra i domini extracellulare ed extramiocardico.
Usando la legge di Ohm e un presupposto quasi statico, quindi, il gradiente di un campo potenziale scalare {\displaystyle \varphi } può descrivere un campo elettrico {\displaystyle \mathbf {E} }, il che significa che
{\displaystyle \mathbf {E} =-\nabla \varphi .}
Quindi, se {\displaystyle J} rappresenta la densità di corrente del campo elettrico {\displaystyle \mathbf {E} }, è possibile ottenere due equazioni
{\displaystyle {\begin{alignedat}{2}J_{i}&=-\mathbf {\Sigma } _{i}\nabla v_{i}\\J_{e}&=-\mathbf {\Sigma } _{e}\nabla v_{e}.\end{alignedat}}}
dove il pedice {\displaystyle i} e {\displaystyle e} rappresentano rispettivamente le quantità intracellulari ed extracellulari.
Il secondo presupposto è che il cuore sia isolato, quindi la corrente che lascia una regione deve fluire nell'altra. Così, la densità di corrente in ciascuno dei domini intracellulare ed extracellulare deve essere uguale in grandezza ma opposta nel segno e può essere definita come il prodotto del rapporto superficie-volume della membrana cellulare e la densità di corrente ionica transmembrana {\displaystyle I_{m}} per unità di area, ossia
{\displaystyle -\nabla \cdot J_{i}=\nabla \cdot J_{e}=\chi I_{m}.}

Combinando le ipotesi precedenti, si ottiene la conservazione delle densità attuali, cioè

| {\displaystyle {\begin{alignedat}{2}\nabla \cdot (\mathbf {\Sigma } _{i}\nabla v_{i})&=\chi I_{m}\\\nabla \cdot (\mathbf {\Sigma } _{e}\nabla v_{e})&=-\chi I_{m}\end{alignedat}}} | \| \| \| \| \| \| \| \| | (1) |
| |                         |     |
| |                         |     |
da cui, sommando le due equazioni si ottiene
{\displaystyle \nabla \cdot (\mathbf {\Sigma } _{i}\nabla v_{i})=-\nabla \cdot (\mathbf {\Sigma } _{e}\nabla v_{e}).}
Questa equazione afferma esattamente che tutta la corrente che esce da un dominio deve entrare nell'altro.
Da qui è facile trovare la seconda equazione del modello del bidominio sottraendo {\displaystyle \nabla \cdot (\mathbf {\Sigma } _{i}\nabla v_{e})} da entrambi i lati. Infatti,
{\displaystyle \nabla \cdot (\mathbf {\Sigma } _{i}\nabla v_{i})-\nabla \cdot (\mathbf {\Sigma } _{i}\nabla v_{e})=-\nabla \cdot (\mathbf {\Sigma } _{e}\nabla v_{e})-\nabla \cdot (\mathbf {\Sigma } _{i}\nabla v_{e})}
e sapendo che il potenziale di transmembrana è definito come {\displaystyle v=v_{i}-v_{e}}
{\displaystyle \nabla \cdot (\mathbf {\Sigma } _{i}\nabla v)=-\nabla \cdot ((\mathbf {\Sigma } _{i}+\mathbf {\Sigma } _{e})\nabla v_{e}).}
Quindi, conoscendo il potenziale di transmembrana, è possibile recuperare il potenziale extracellulare.

La corrente che scorre attraverso la membrana cellulare può poi essere modellata con l'equazione del cavo,

| {\displaystyle I_{m}=\chi \left(C_{m}{\frac {\partial v}{\partial t}}+I_{ion}\right),} | \| \| \| \| \| \| \| \| | (2) |
|                                                                                        |                         |     |
|                                                                                        |                         |     |
Combinando le equazioni (1) e (2) si ottiene
{\displaystyle \nabla \cdot \left(\mathbf {\Sigma } _{i}\nabla v_{i}\right)=\chi \left(C_{m}{\frac {\partial v}{\partial t}}+I_{ion}\right).}
Infine, aggiungendo e sottraendo {\displaystyle \nabla \cdot (\mathbf {\Sigma } _{i}\nabla v_{e})} a sinistra e riordinando {\displaystyle v=v_{i}-v_{e}}, si può ottenere la prima equazione del modello bidominio
{\displaystyle \nabla \cdot \left(\mathbf {\Sigma } _{i}\nabla v\right)+\nabla \cdot \left(\mathbf {\Sigma } _{i}\nabla v_{e}\right)=\chi \left(C_{m}{\frac {\partial v}{\partial t}}+I_{\mathrm {ion} }\right),}
che descrive l'evoluzione del potenziale di transmembrana nel tempo.
La formulazione finale descritta nella sezione della formulazione standard è ottenuta attraverso una generalizzazione, considerando l'eventuale stimolo esterno che può essere descritto attraverso correnti applicate esternamente {\displaystyle I_{s_{1}}} e {\displaystyle I_{s_{2}}}.

## Condizioni al contorno
Per risolvere il modello del bidominio è necessario imporre delle condizioni al contorno. Le condizioni al contorno più classiche sono le seguenti, formulate da Tung.
Prima di tutto, come indicato prima nella sezione di derivazione del modello, viene imposta l'assenza di flusso di corrente tra i domini intracellulare ed extramiocardico. Questo può matematicamente essere descritto come
{\displaystyle (\mathbf {\Sigma } _{i}\nabla v_{i})\cdot \mathbf {n} =0\quad \mathbf {x} \in \partial \mathbb {H} }
dove {\displaystyle \mathbf {n} } è il vettore unitario che rappresenta la normale esterna alla superficie miocardica del cuore. Poiché il potenziale intracellulare non è esplicitamente presente nella formulazione del bidominio, questa condizione è di solito descritta in termini di potenziale transmembrana ed extracellulare, sapendo che {\displaystyle v=v_{i}-v_{e}}, vale a dire
{\displaystyle (\mathbf {\Sigma } _{i}\nabla v)\cdot \mathbf {n} =-(\mathbf {\Sigma } _{i}\nabla v_{e})\cdot \mathbf {n} \quad \mathbf {x} \in \partial \mathbb {H} .}
Per il potenziale extracellulare, se è presente la regione miocardica, viene considerato un equilibrio nel flusso tra la regione extracellulare e quella extramiocardica
{\displaystyle \left(\mathbf {\Sigma } _{e}\nabla v_{e}\right)\cdot \mathbf {n} _{e}=-\left(\mathbf {\Sigma } _{0}\nabla v_{0}\right)\cdot \mathbb {n} _{0}\quad \mathbf {x} \in \partial \mathbf {H} .}
Qui vengono considerati i vettori normali dal punto di vista di entrambi i domini, quindi il segno meno è necessario. Inoltre, è necessaria una trasmissione perfetta del potenziale sull'epicardio, che può essere imposta come
{\displaystyle v_{e}=v_{0}\quad \mathbf {x} \in \partial \mathbb {H} } .
Invece, se il cuore è considerato isolato, cioè se non è presente alcuna regione miocardica, una possibile condizione al contorno per il problema extracellulare è
{\displaystyle \left(\mathbf {\Sigma } _{i}\nabla v\right)\cdot \mathbf {n} =-\left((\mathbf {\Sigma } _{i}+\mathbf {\Sigma } _{e})\nabla v_{e}\right)\cdot \mathbb {n} \quad \mathbf {x} \in \partial \mathbf {H} .}

## Riduzione al modello al monodominio
Assumendo rapporti di uguale anisotropia per i domini intra ed extracellulare, ossia se {\displaystyle \mathbf {\Sigma } _{i}=\lambda \mathbf {\Sigma } _{e}} per qualche {\displaystyle \lambda }, il modello può essere ridotto a una singola equazione, chiamata equazione del monodominio
{\displaystyle \nabla \cdot (\mathbf {\Sigma } \nabla v)=\chi \left(C_{m}{\frac {\partial v}{\partial t}}+I_{i}on\right)-I_{s}}
dove l'unica variabile è ora il potenziale di transmembrana, e il tensore di conducibilità {\displaystyle \mathbf {\Sigma } } è una combinazione di {\displaystyle \mathbf {\Sigma } _{i}} e {\displaystyle \mathbf {\Sigma } _{e}.}

## Formulazione con condizioni al contorno in un dominio isolato
Se il cuore è considerato come tessuto insolato, il che significa che non vi è nessun flusso di correnteche esce da esso, la formulazione finale con condizioni al contorno è
{\displaystyle {\begin{cases}\nabla \cdot \left(\mathbf {\Sigma } _{i}\nabla v\right)+\nabla \cdot \left(\mathbf {\Sigma } _{i}\nabla v_{e}\right)=\chi \left(C_{m}{\frac {\partial v}{\partial t}}+I_{\mathrm {ion} }\right)-I_{s_{1}}&\mathbf {x} \in \mathbb {H} \\\nabla \cdot \left(\left(\mathbf {\Sigma } _{i}+\mathbf {\Sigma } _{e}\right)\nabla v_{e}\right)=-\nabla \cdot \left(\mathbf {\Sigma } _{i}\nabla v\right)+I_{s_{2}}&\mathbf {x} \in \mathbb {H} \\\mathbf {\Sigma } _{i}(\nabla v+\nabla v_{e})\cdot \mathbf {n} =0&\mathbf {x} \in \partial \mathbb {H} \\\left[\mathbf {\Sigma } _{i}(\nabla v+\nabla v_{e})+\mathbf {\Sigma } _{e}\nabla v_{e}\right]\cdot \mathbf {n} =0&\mathbf {x} \in \partial \mathbb {H} \end{cases}}}

## Soluzione numerica
Esistono diverse tecniche possibili per risolvere le equazioni del bidominio. Tra di esse si possono trovare schemi alle differenze finite, schemi agli elementi finiti e anche schemi ai volumi finiti. Considerazioni speciali possono essere fatte per la soluzione numerica di queste equazioni, data l'elevata risoluzione temporale e spaziale necessaria per la convergenza numerica.